# Rosa Neuwirthová

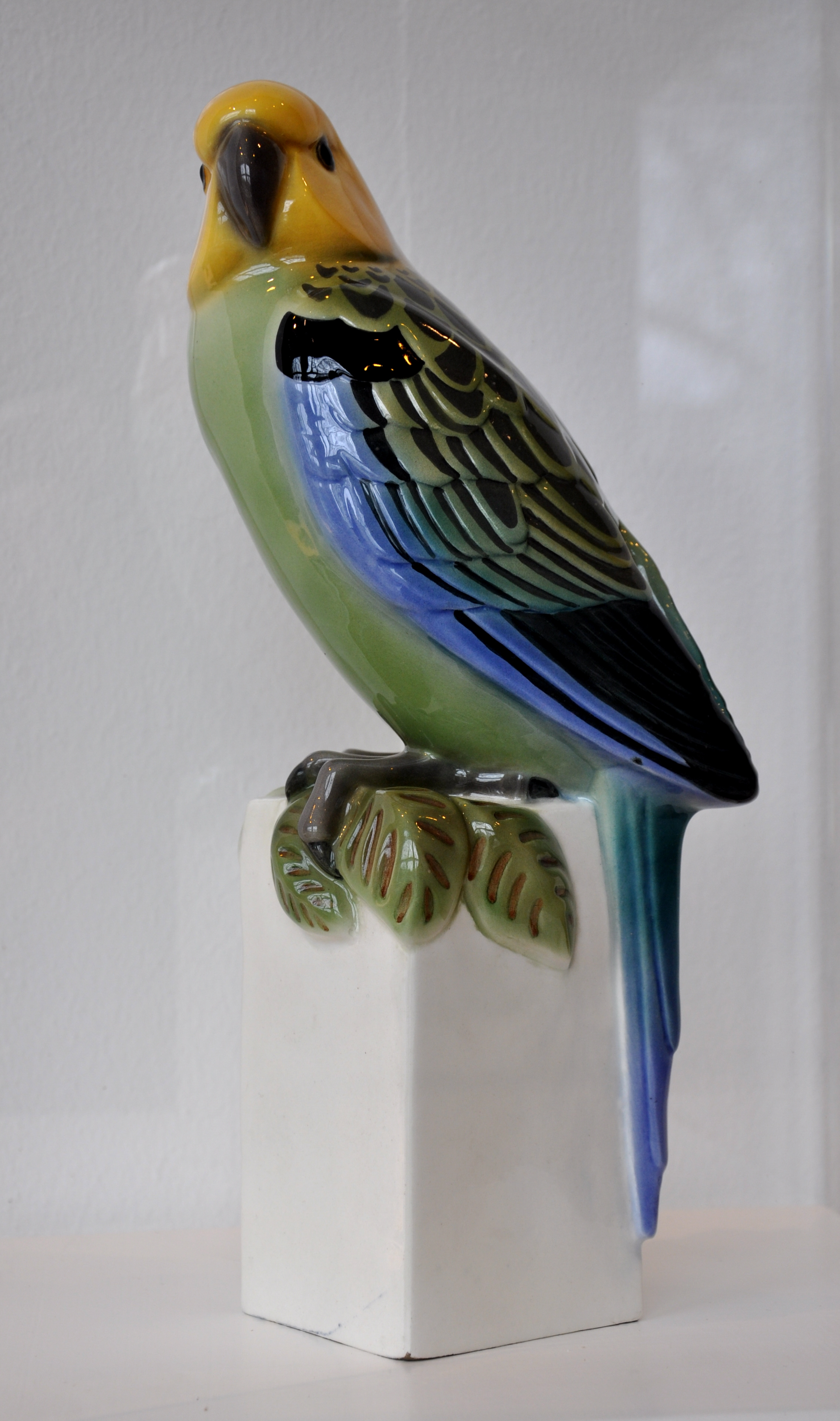
Soška papouška, autorka: Rosa Neuwirthová

Rosa Neuwirthová, též Rosa Neuwirth (25. října 1883 Královské Vinohrady – 24. října 1929 Vídeň), byla rakouská keramička česko-německého původu. Pracovala pro Wiener Werkstätte a byla spoluzakladatelem keramického družstva Werk.

## Život
Byla nejstarší dcerou historika umění Josefa Neuwirtha a jeho manželky Adelheid, rozené von Stein. Po ukončení školní docházky začala v roce 1898 studovat na Vysoké škole uměleckoprůmyslové v Praze. Když byl její otec povolán na Technickou univerzitu ve Vídni, rodina se v roce 1899 přestěhovala do Vídně (Favoritenstraße 68). Ve stejném roce začala studovat na Vídeňské uměleckoprůmyslové škole (německy Universität für angewandte Kunst Wien). Mezi její učitele zde patřili Friedrich Linke, Josef Breitner, Michael Powolny a Franz Metzner. Ve školním roce 1903/1904 navštěvovala kurzy u Kolomana Mosera. V roce 1903 obdržela Rothschildovu cenu, dotovanou 1000 korunami, která jí umožnila studovat v Mnichově, Curychu, Paříži, Londýně, Belgii a Nizozemsku.
Ještě za studií byly její keramické návrhy a výšivky vystaveny na výstavách na vídeňské Uměleckoprůmyslové škole, v Petrohradě v letech 1903/1904, na Světové výstavě v St. Louis v roce 1904 a na Kunstschau Wien 1908 v roce 1908 a 1909. Své návrhy také prodávala ve Wiener Werkstätte. V letech 1904 až 1908 a ve 20. letech 20. století také působila jako učitelka kreslení ve Vídeňském akvizičním spolku žen.
V Paříži v roce 1910 studovala šest měsíců u sochaře a malíře Aristida Maillola. Rosa Neuwirthová založila 25. září 1911 s Idou Schwetz-Lehmannovou a Helenou Johnovou na Mollardgasse 85a ve Vídni Keramische Werkgenossenschaft. Zatímco Helena Johnová se věnovala návrhům lidové keramiky, keramika Idy Schwetz-Lehmannové a Rosy Neuwirthové byla ovlivněna porcelánkou Royal Copenhagen. Umělecké a podnikatelské vedení družstva převzala Rosa Neuwirthová.
V úspěšné práci pokračovala i během první světové války. Její keramika byla mj. prodávané ve Velké Británii a Spojených státech. Její poslední výstava se konala ve vídeňském Künstlerhausu v zimě roku 1928. V září 1929 byl Rosě Neuwirth diagnostikován nádor, na jehož následky 24. října 1929, den před dovršením 46 let, zemřela.